# كامل أبو جابر
كامل أبو جابر، سياسي ودبلوماسي أردني. ولد في مدينة عمّان عام 1932، وتوفي فيها في 29 أيار 2020. يحمل درجة البكالوريوس في العلوم السياسية، والدكتوراه من جامعة سيراكيوز في أمريكا (دراسات في العلوم الشرقية). شغل منصب وزير الخارجية عامي 1991 و1993؛ كما شغل منصب وزير الاقتصاد الوطني عام 1973.
ترأس أبو جابر الوفد الأردني ـ الفلسطيني المشترك لمؤتمر مدريد للسلام عام 1992، استقال من منصبه الحكومي عام 1973 بسبب عدم المشاركة بحرب أكتوبر، التي خاضتها مصر وسورية ضد الاحتلال الإسرائيلي عام 1973.

## نشأته
ولد كامل أبو جابر عام 1932 في منطقة اليادودة الواقعة جنوب شرق مدينة عمان. والده صالح فريح أبو جابر ووالدته أنيسة زعرب (من مدينة الرملة. درس المرحلة الثانوية في مدرسة المطران وتخرج منها عام 1951. أكمل دراسته في الولايات المتحدة، وعمل في جامعاتها، قبل العودة إلى الأردن ليلتحق بالعمل في الجامعة الأردنية عام 1969. عيّن عميداً لكلية الاقتصاد والتجارة عام 1971.

## العمل
عمل كامل أبو جابر أستاذاً جامعياً في عدّة جامعات كجامعة سيراكيوز (عام 1965) وجامعة تينيسي الأميركية (عام 1967) وجامعة سميث الأمريكية (1967-1969) والجامعة الأردنية (1969-1973).
عيّن وزيراً للاقتصاد في حكومة زيد الرفاعي عام 1973، لكنه استقال من منصبه في 10 تشرين الثاني (نوفمبر) من نفس العام مع وزراء آخرين، وقيل إن الاستقالة جاءت لمعارضته اشتراك الأردن في مؤتمر السلام الذي انعقد فيما بعد في جنيف برعايةِ الأمم المتحدة في 21 ديسمبر/كانون الأول 1973، كما قيل أن ذلك جاء رغبةً في عودته إلى التدريس الجامعي، إلا أن بعض المواقع الإخباري ذكرت (بناءً على مقابلات شخصية) أنه استقال بسبب عدم مشاركة الأردن في حرب تشرين 1973.
عيّن وزيراً للخارجية في حكومة طاهر المصري التي شكلت في 3\11\1991، ثم أعيد تعينه في ذات المنصب في حكومة زيد بن شاكر. شغل أيضاً منصب مدير المعهد الدبلوماسي الأردني، ثم منصب مدير المعهد الملكي للدراسات الدينية.